# John L. N. Stratton

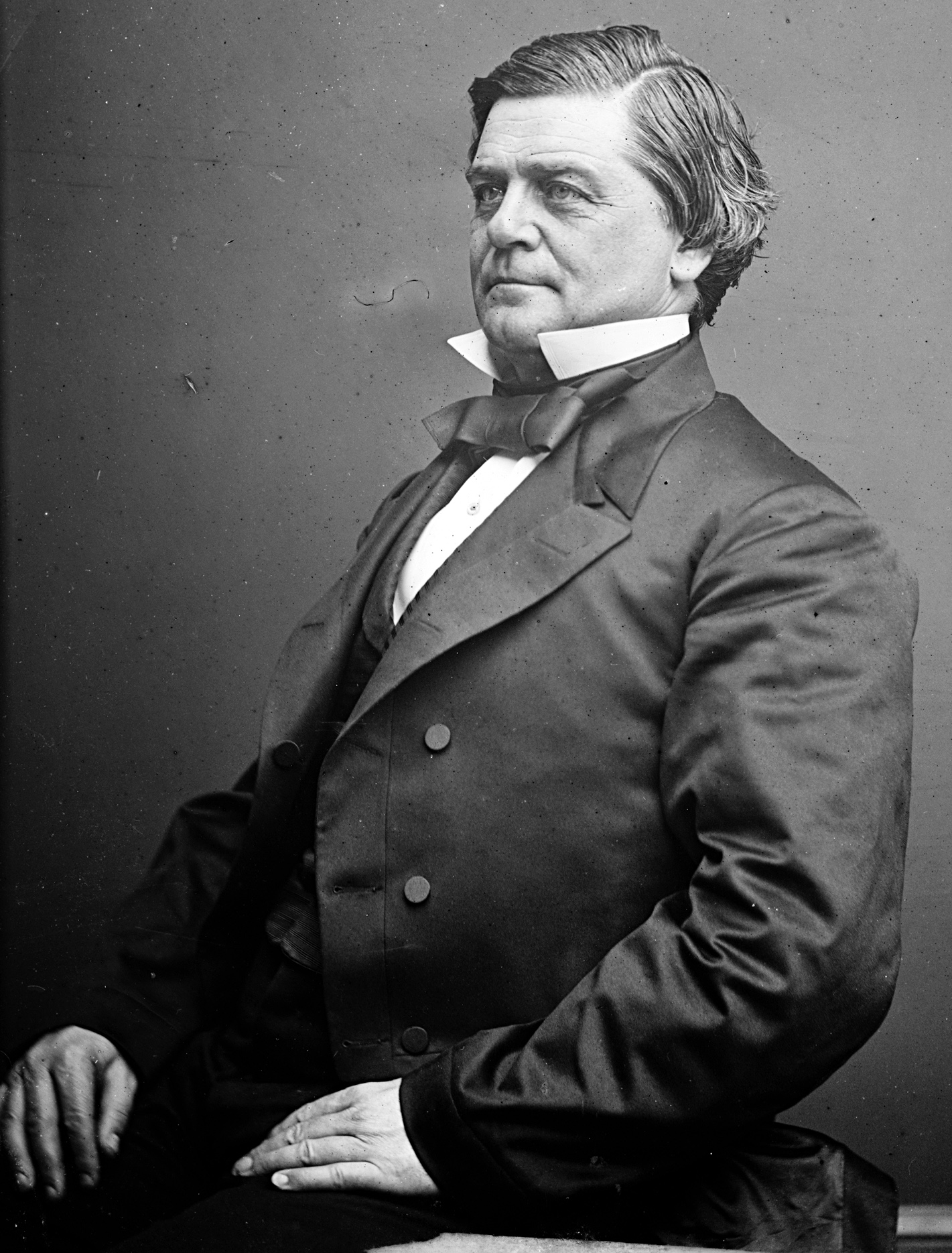
John L. N. Stratton

John Leake Newbold Stratton (* 27. November 1817 in Mount Holly, Burlington County, New Jersey; † 17. Mai 1889 ebenda) war ein US-amerikanischer Politiker. Zwischen 1859 und 1863 vertrat er den Bundesstaat New Jersey im US-Repräsentantenhaus.

## Werdegang
John Stratton besuchte private Schulen in seiner Heimat und studierte danach am Princeton College. Nach einem Jurastudium und seiner Zulassung als Rechtsanwalt begann er in diesem Beruf zu arbeiten. Später schlug er als Mitglied der Republikanischen Partei eine politische Laufbahn ein. Bei den Kongresswahlen des Jahres 1858 wurde er im zweiten Wahlbezirk von New Jersey in das US-Repräsentantenhaus in Washington, D.C. gewählt, wo er am 4. März 1859 die Nachfolge von George R. Robbins antrat. Nach einer Wiederwahl konnte er bis zum 3. März 1863 zwei Legislaturperioden im Kongress absolvieren. Diese waren seit 1861 von den Ereignissen des Bürgerkrieges geprägt.
1862 verzichtete Stratton auf eine erneute Kandidatur; vier Jahre später war er Delegierter zur Union National Convention of Conservatives in Philadelphia. 1875 wurde er Präsident der Farmers’ National Bank of Mount Holly. Er starb am 17. Mai 1889 in seinem Geburtsort Mount Holly.